# BbPress
bbPress è una piattaforma per forum sviluppata dai creatori di WordPress.
bbPress è legato allo sviluppo di WordPress.

## Caratteristiche
- Semplice e veloce integrazione con Wordpress.
- Possibilità di installare plugin e temi grafici aggiuntivi.
- Possibilità di integrare completamente il forum in WordPress, unificando le iscrizioni degli utenti e permettendo agli utenti stessi di accedere a bbPress sfruttando il cookie di WordPress.
- Protezione dallo spam grazie al plugin Akismet sviluppato da Automattic, popolare anche tra gli utilizzatori di WordPress.
- Possibilità abbonarsi ai Feed RSS per ogni discussione.

Per funzionare, bbPress richiede PHP 5.2.4 o superiore e MySQL 5.0 o superiore. Inoltre, per poter usufruire dei permalink SEO-friendly (inclusi nativamente anche in WordPress) è necessario disporre, nel server web, del mod_rewrite e del supporto ai file .htaccess.